# Pinopode
 (octobre 2010).
Les pinopodes sont de petites protrusions utérines apparaissant sur l'endomètre entre le 20e et le 22e jour d'aménorrhée chez la femme, soit à peu près le moment de l'implantation (5e à 7e jour après la fécondation). 
Leur développement est accentué par la progestérone et inhibé par les œstrogènes. Ils ne persistent que pendant 2 à 3 jours.
Cette progestérone provenant du follicule jaune qui la secrète pendant le cycle de la femme considéré comme normal à cette époque précoce de la gestation.